# Thomas Mehlhorn (Komponist)
Thomas Mehlhorn (* 1969 in Wittstock/Dosse) ist ein deutscher Filmkomponist.
Er hat an der Filmakademie Baden-Württemberg Filmmusik studiert und mit Diplom abgeschlossen. Danach hat Thomas Mehlhorn für einige Kino- und Fernsehfilme die Filmmusik komponiert.

## Filmografie (Auswahl)
- 2001: Über Wasser (Fernsehfilm)
- 2002: Kiss and Run
- 2003: Der Ärgermacher
- 2004: Feuer in der Nacht (Fernsehfilm)
- 2005: Der Fischer und seine Frau
- 2005: Urlaub vom Leben
- 2007: Blindflug
- 2008: Friedliche Zeiten
- 2008: Weitertanzen
- 2009: Unter Strom (mit Julian Pajzs)
- 2009: Parkour
- 2010: Interview
- 2012: Der Mann, der alles kann
- 2015: Notruf Hafenkante (Fernsehserie, Folge Hund und Katze)
- 2015–2016: Der Kriminalist (Fernsehserie, 6 Folgen)
- 2015–2021: Tatort (Fernsehreihe)
  - 2015: Tatort: Das Haus am Ende der Straße
  - 2016:  Die Wahrheit
  - 2016:  Es lebe der Tod
  - 2017:  Der scheidende Schupo
  - 2018:  Meta
  - 2018:  KI
  - 2019:  Ein Tag wie jeder andere
  - 2020:  Parasomnia
  - 2021:  Unsichtbar
- 2017: Hit Mom – Mörderische Weihnachten
- 2018–2022: Friesland (Fernsehreihe)
  - 2018: Der Blaue Jan
  - 2020: Gegenströmung
  - 2021: Haifischbecken
  - 2021: Bis aufs Blut
  - 2022: Unter der Oberfläche
  - 2024: Sterneduell
- 2022: Grand Jeté
- 2023: Der Greif (Fernsehserie)

## Auszeichnungen
- 2007: Gewinner des Filmmusikpreises für Blindflug auf dem Kinofest Lünen